# Western revisionista
Il western revisionista (anche detto anti-western) è un sottogenere del genere western sorto alla fine degli anni sessanta e ampiamente diffuso nel decennio successivo.

## Storia
Anche grazie alla rivoluzione stilistica imposta dallo spaghetti western proveniente dall'Europa, ma soprattutto a seguito del clima sociale di contestazione e di complessiva revisione degli schemi culturali borghesi instauratosi dopo il 1968, fra la fine degli anni sessanta e l'inizio degli anni settanta il mito della conquista del west viene sottoposto ad una critica spietata, viene riveduto e smontato. 
Una spinta decisiva in tal senso venne anche dal fatto che, in quegli anni, gli Stati Uniti d'America vivevano in modo traumatico la cruenta guerra del Vietnam, in un clima di crescente contestazione nei confronti del conflitto e dei massacri di civili che via via venivano alla luce. I registi più radicali, quindi, iniziarono a trasferire nei film western evidenti parallelismi con l'attualità storica contemporanea: i massacri di gente indifesa nei villaggi nativi americani in alcuni western di quel periodo appaiono come chiare metafore della sistematica distruzione dei villaggi vietnamiti ad opera delle truppe statunitensi.

## Caratteristiche generali
In particolare sono i rapporti fra bianchi e indiani d'America ad essere fortemente rivisti secondo una diversa ottica, rispetto al western classico. Questo approccio non beatifica i nativi americani contro i bianchi ma, piuttosto, caratterizza questi ultimi di una spietata ferocia, e anche le ambientazioni sono rese più realistiche: i costumi più sporchi, sdruciti e stracciati, la polvere domina, tanto che si parla di dirty western (western sporco). 
Il revisionismo del western non si limita però a rivedere il rapporto fra nativi del Nord America e bianchi, ma è tutto il clima, il tipo di personaggi e di situazioni in generale presentato nei film western ad essere destrutturato e rivisto.
Le ambientazioni sono più realistiche, scompare la visione della conquista del West come di una grande epopea, mentre persino gli stessi eroi della storia statunitense, lungamente mitizzati e celebrati nei decenni precedenti, vengono ora rivisti in modo critico e disilluso, come Buffalo Bill nel film Buffalo Bill e gli indiani, o addirittura sbeffeggiati come ad esempio il Generale Custer nel film Piccolo grande uomo.

## Concetto revisionista
Ciò che viene evidenziato però sono le motivazioni per cui i nativi americani attaccano i bianchi. Non si è più schierati dalla parte dei "bianchi buoni", perché i buoni cominciano ad essere i cosiddetti "pellerossa". Gli assalti alle diligenze sono motivati da precedenti attacchi della cavalleria a villaggi nativi americani, i rapimenti di bambini bianchi, sono giustificati dalla distruzione di intere famiglie di nativi americani, mentre sono le operazioni militari dei bianchi statunitensi contro le tribù native americane ad apparire per lo più ingiustificate e spietate, fino ad arrivare ai casi di vero e proprio genocidio. 
Si assiste perciò ad un ridimensionamento dell'odio nei confronti degli indiani d'America, a una riumanizzazione del nemico, e a una più equilibrata ricostruzione di quanto realmente avvenuto negli USA nel corso del XIX secolo.

## Pellicole cinematografiche
Alcuni film che trattano questo argomento sono: 
- Piccolo grande uomo (Arthur Penn, 1969)
- Soldato blu (Ralph Nelson, 1970)
- Un uomo chiamato Cavallo (Elliot Silverstein, 1970)
- Corvo rosso non avrai il mio scalpo! (Sydney Pollack, 1972)
- Joe Kidd (John Sturges, 1973)
- Buffalo Bill e gli indiani (Robert Altman, 1976)

fino ad arrivare ai più moderni:
- Balla coi lupi (Kevin Costner, 1990)
- Geronimo (Walter Hill, 1993)